# Jobba hem, jobba hem!
Jobba hem, jobba hem! är en svensk kortfilm från 2002 i regi av Jonas Myrstrand. Musiken gjordes av Björn Olsson.
Filmen hade manustiteln Lill-Erik 49 år igår och premiärvisades den 29 januari 2002 i Göteborg. Filmen har även visats av Sveriges Television samma år.

## Handling
Filmen porträtterar en fotbollstränares uppgång och fall.

## Rollista
- Sven-Åke Gustavsson - Anders Liljeberg
- Jarl Borssén
- Stefan Ljungqvist	- klubbdirektör
- Ingvar Andersson
- Lisbeth Johansson
- Johan Holmberg
- Jacob Mohlin - Martin
- Michele Collins
- Georgia Collins

## Musik
Filmmusiken är gjord av Björn Olsson. Även låten "Eloise" av dansbandet Arvingarna används.